# 安古市町
安古市町（やすふるいちちょう）はかつて広島県安佐郡に存在した町である。
1973年3月20日に安芸郡瀬野川町及び安佐郡高陽・佐東両町とともに広島市に編入されたことに伴い消滅した。同時に安佐郡も消滅し、1898年10月1日の高宮・沼田両郡の統合による成立以来約75年の歴史を閉じた。

## 町名の由来
安村と古市町が対等合併してできたため、両町村名を合成した。

## 沿革
- 1889年4月1日 - 市町村制施行。安古市町域には当時高宮郡三川村と沼田郡安村があった。
- 1898年10月1日 - 高宮・沼田両郡が統合して安佐郡が成立したことにより三川・安両村は安佐郡の村になる。
- 1943年10月1日 - 三川村が村名を改称した上で町制施行し、古市町になる。
- 1955年7月1日 - 古市町と安村が対等合併して安古市町が成立する。
- 1973年3月20日 - 安芸郡瀬野川町および安佐郡高陽・佐東・安古市各町が広島市に編入されたことに伴い消滅する。同時に安佐郡も消滅する。

## 地理
河川
- 太田川
- 古川
- 安川

山
- 荒谷山（標高631.3m）
- 火山（標高488.3m）
- 野登呂山（標高453.0m）
- 武田山（標高410.9m） - 山頂には銀山城跡がある。

## 名所・旧跡
- 銀山城跡 - 安芸国守護・武田氏が拠った山城の跡。

## 大字
- 相田（あいた）
- 大町（おおまち）
- 上安（かみやす）
- 高取（たかとり）
- 長楽寺（ちょうらくじ）
- 中須（なかす）
- 中筋（なかすじ）
- 東野（ひがしの）
- 古市（ふるいち）

## 交通（1973年3月19日当時のデータ）

### 鉄道
- 国鉄可部線が通っていて、町内には以下の施設がある。
  - 古市橋駅

### 道路
国道
- 国道54号
- 国道183号 - 町内は全区間国道54号と重用。
- 国道191号 - 町内は全区間国道54号と重用。
- 国道261号 - 町内は全区間国道54号と重用。

主要地方道
- 広島県道38号安佐安古市線 - 現：広島県道38号広島豊平線。

一般県道
- 広島県道268号勝木安古市線
- 広島県道277号古市広島線
- 広島県道459号矢口安古市線

## 教育（1973年3月19日当時のデータ）
小学校
- 安古市町立大町小学校
- 安古市町立新和小学校 - 広島市編入後の1987年に広島市立古市小学校に改称。
- 安古市町立安小学校

中学校
- 安古市町佐東町組合立安佐中学校

大学
- 安田女子大学
- 安田女子短期大学

## 備考
- 町名については旧郡名からつけることも検討されたが、安村（旧沼田郡）と古市町（旧高宮郡）は郡が異なっていたためまとまらず、また沼田郡（佐東郡）の名称を沼田町、佐東町が使うことになったため断念された。まったく新しい町名をつけることも検討されたが、最終的には両町村名の合成で決着した[1]。
- 県外者からは「アンコイチ」などと読まれることが多く、隣接する佐東町と合わせて「砂糖と餡子」と珍地名扱いされることもあった[1]。
- 町役場は安佐南区役所分館として長らく使用されていたが、老朽化により取り壊された。現在、跡地が安佐南区総合福祉センターになっている[2]。